# Estadio Soyu
El Soyu Stadium también llamado Akita Yabase Athletic Field es un estadio atlético ubicado en la ciudad de Akita, en la Prefectura del mismo nombre, en Japón. El estadio fue inaugurado en 1941 y remodelado en 2019, posee una capacidad para 20 125 espectadores, el club de fútbol Blaublitz Akita disputa aquí sus partidos de la J2 League.

## Galería

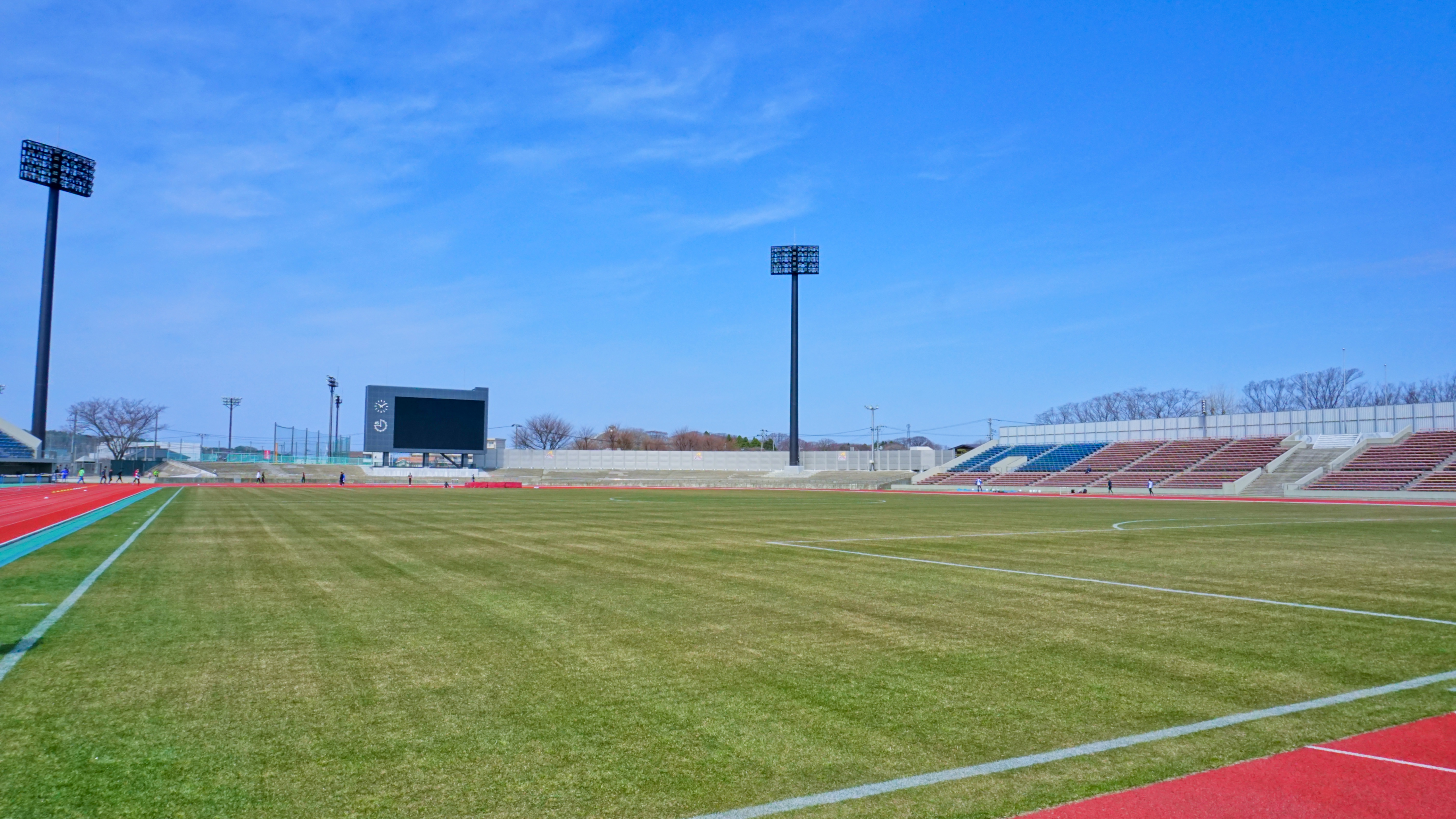
En 2019 se instalaron cuatro torres de iluminación Panasonic de 45 bombillas LED de 40,75 metros de altura que cumplen con los requisitos de licencia J2
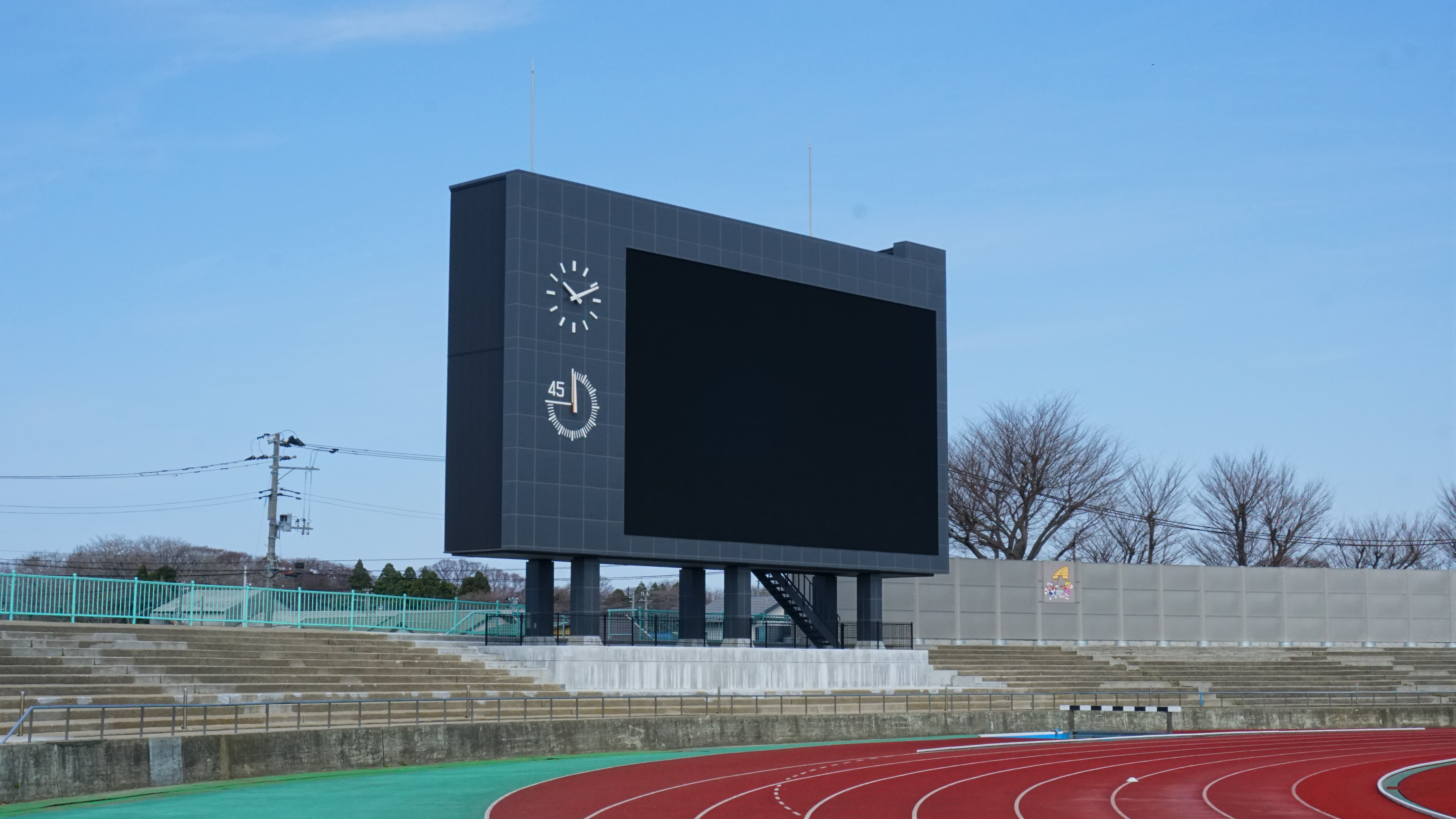
Panasonic marcador
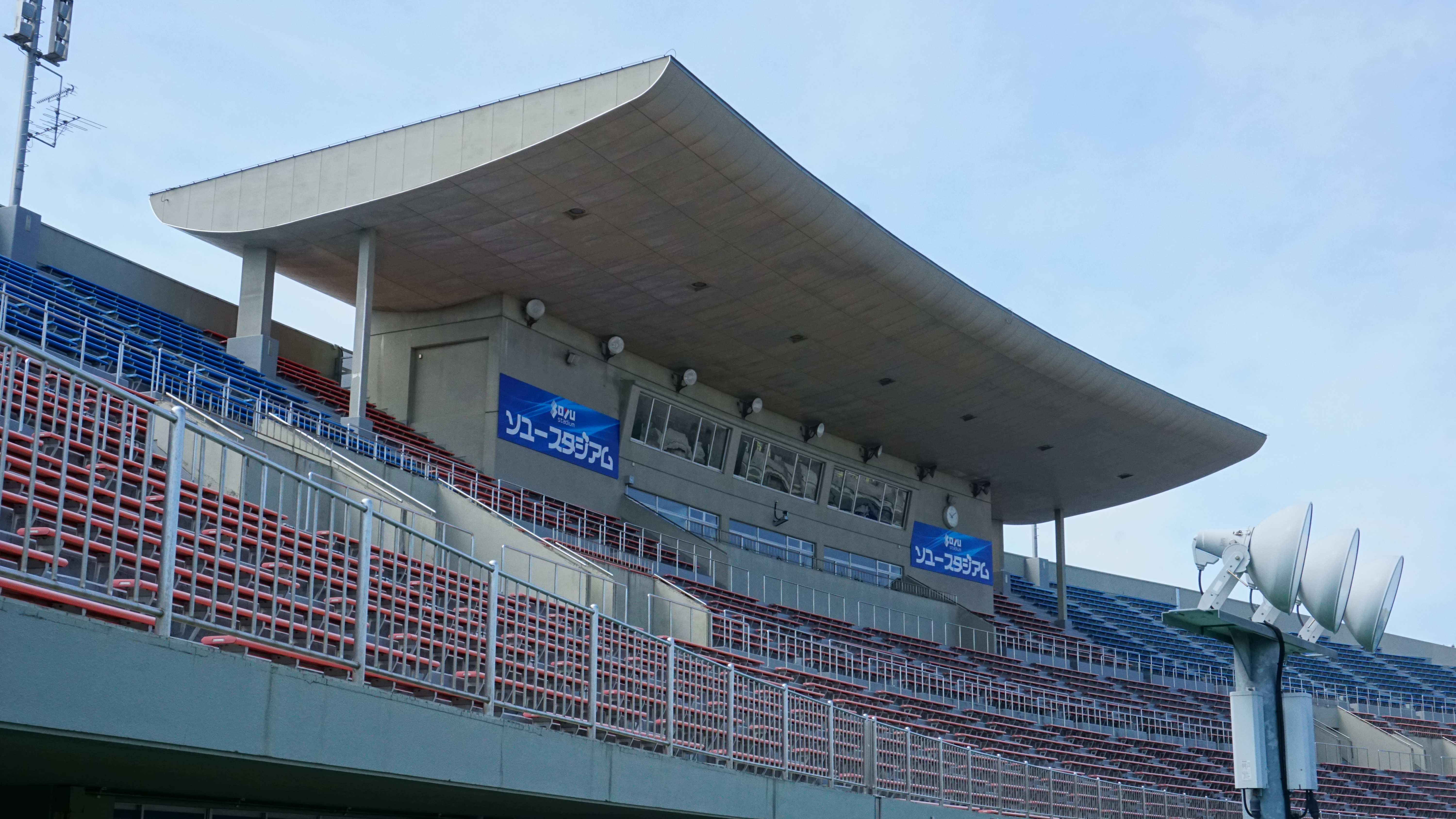
Cabina de transmisión
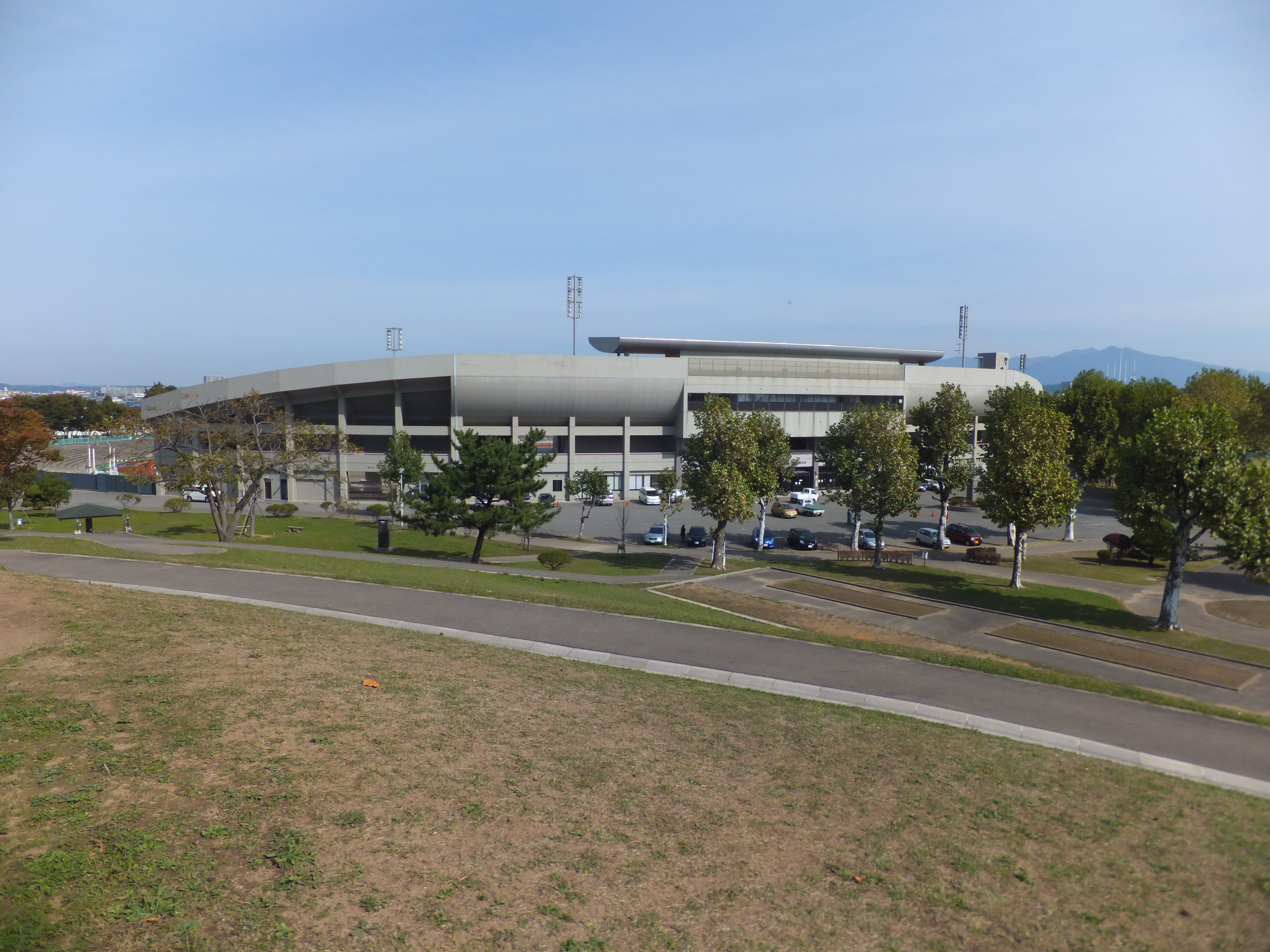
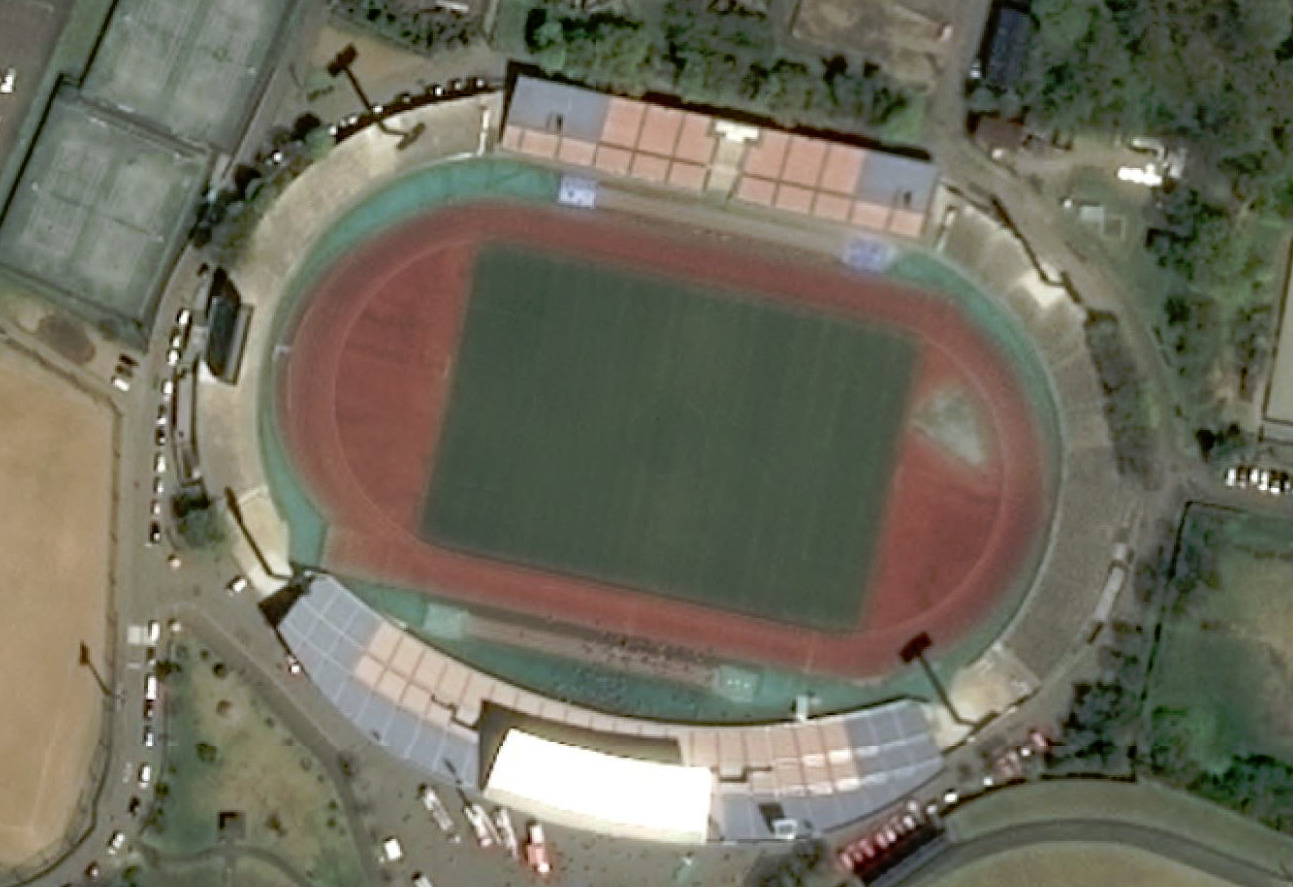
Vista satelital
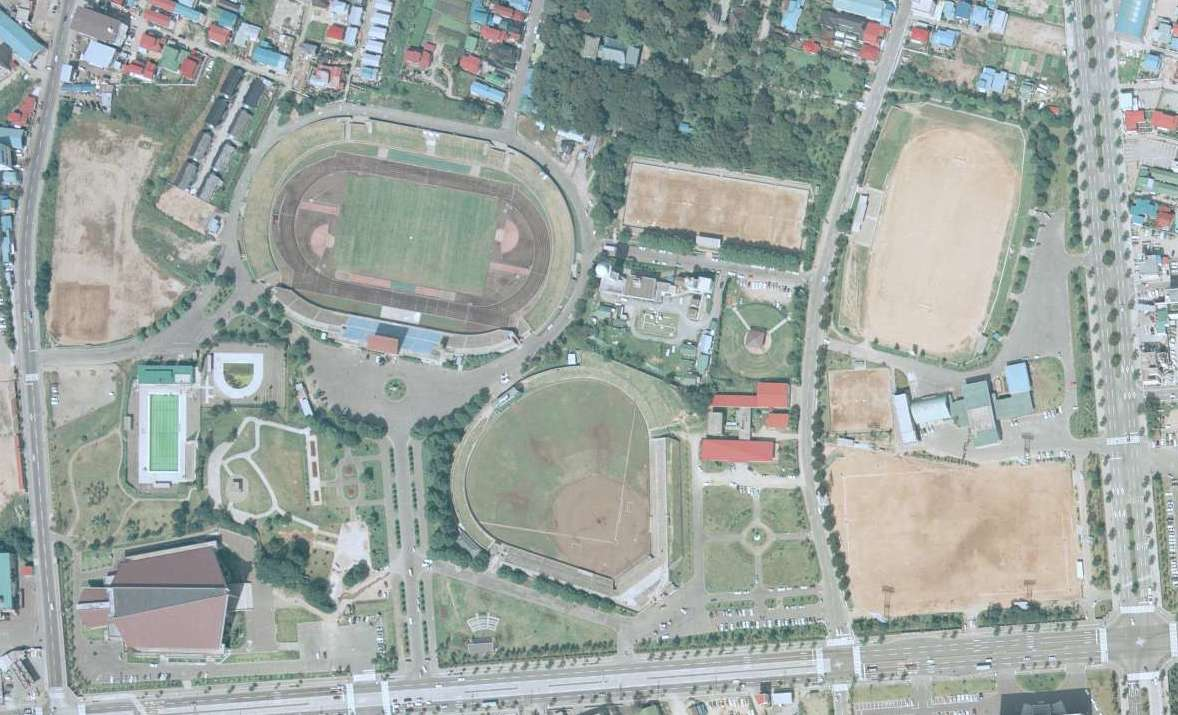
Parque Deportivo Yabase en 1975